# Fernando de Noronha, 2.º Conde de Vila Real
Dom Fernando de Noronha, 2.º conde de Vila Real, (Burgos, 1378 — Ceuta, 1445) foi um nobre hispano-português.

## Biografia
Exerceu o cargo de conselheiro do rei, camareiro-mor do infante D. Duarte, foi 2.° conde de Vila Real (por carta datada de 7 de Setembro de 1434), Capitão e 3.° Governador de Ceuta, por ordem real recebida por carta de D. Duarte, com data de 18 de Outubro de 1437 e onde morreu em 2 ou 3 de Junho de 1445.

## Títulos, Morgados e Senhorios
Foram progenitores dos Duques de Vila Real, dos Duques de Caminha, cuja progenitura se acabou no cadafalso do Rossio, com D. Miguel de Meneses, 2.° Duque de Caminha, em 29 de Agosto de 1641 dos Condes de Linhares, dos Condes de Valadares, dos Condes de Parati, da varonia dos Marqueses de Cascais, entre outros.

## Relações familiares
Era filho de Afonso Henriques, conde de Gijón e Noronha (filho natural de Henrique II de Castela) e da infanta Isabel de Portugal (filha natural de Fernando I de Portugal). O casamento destes dois bastardos reais ibéricos gerou o ramo familiar dos Noronha.
Após a morte de D. Afonso, a infanta D. Isabel regressou a Portugal com seus filhos, sendo acolhida na corte de seu tio, o rei D. João I. D. Fernando tornou-se fidalgo da casa do príncipe herdeiro, D. Duarte.
Fernando de Noronha veio a casar com D. Beatriz de Meneses, 2.ª condessa de Vila Real, filha herdeira de D. Pedro de Meneses, 1.° Conde de Viana, 1.º Conde de Vila Real, alferes-mor de El-Rei D. Duarte e 1.º Capitão e 1.º Governador de Ceuta, e de sua primeira mulher, a condessa D. Margarida de Miranda, filha de Martinho Afonso Pires de Miranda, bispo de Coimbra e arcebispo de Braga.
Do casamento de Fernando de Noronha com Beatriz de Meneses nasceram:
1. D. Pedro de Meneses, 1.º Marquês de Vila Real casou com D. Beatriz de Bragança (de quem descende a Casa de Vila Real).
2. D. João de Noronha, "o Dentes", senhor de Sortelha casou com D. Joana de Castro, Senhora de Cascais e Monsanto (de quem descendem os condes de Monsanto/Marqueses de Cascais).

Terá casado uma segunda vez com:
- Maria Freire de Andrade, filha de João Freire de Andrada, Senhor de Alcoutim.

Desse casamento nasceu:
- Leonor de Noronha (Évora, 1488 . 17 de Fevereiro de 1563 ou 1573, sepultada no Convento de São Domingos de Santarém), escritora e dama da corte da Rainha D. Catarina de Áustria. Solteira[2].